# Институт пограничной службы Республики Беларусь
Государственное учреждение образования «Институт пограничной службы Республики Беларусь», Институт пограничной службы РБ (бел. Iнстытут пагранічнай службы Рэспублікі Беларусь) — учреждение образования органов пограничной службы Республики Беларусь.

## История
История учебного заведения берет своё начало с 19 августа 1993 года, когда в соответствии с Постановлением Совета Министров Республики Беларусь № 564 на базе Минского высшего военно-политического общевойскового училища был создан факультет пограничных войск.
17 мая 1995 года Указом Президента Республики Беларусь № 192 была создана Военная академия Республики Беларусь, куда и вошёл факультет пограничных войск.
Первый выпуск офицеров был осуществлен в 1997 году. За время существования факультета проведено 13 выпусков, подготовлено около 1000 высококвалифицированных офицеров-пограничников, 25 выпускников получили золотые медали, 69 выпускников — диплом с отличием.
Государственное учреждение образования «Институт пограничной службы Республики Беларусь» образовано в соответствии с Указом Президента Республики Беларусь от 5 мая 2010 года № 237.
С 1 июля 2010 года Институт начал свою работу и стал правопреемником пограничного факультета учреждения образования «Военная академия Республики Беларусь». В настоящее время Институт является самостоятельным ВУЗом, единым эффективным механизмом формирования комплексной системы подготовки, переподготовки и повышения квалификации кадрового потенциала для органов пограничной службы Республики Беларусь.

## Музыка
Под патронажем Института действуют одноимённый ансамбль и хор.

## Награды
- Специальная премия Президента Республики Беларусь деятелям культуры и искусства (29 декабря 2020 года) — за значительный вклад в формирование духовных основ подрастающего поколения, реализацию молодёжного патриотического проекта «Тем, кто мужеством своим в бессмертие шагал»[2].